# Dares Frigijski
Dares Frigijec (starogrško Δάρης, latinizirano: Dáres) je bil po Homerju  trojanski Hefajstov svečenik. Kasneje so mislili, da je bil Dares avtor poročila o uničenju Troje. Besedilo Daretis Phrygii de excidio Troiae historia (Zgodba Daresa Frigijskega o padcu Troje), napisano v latinščini, ki naj bi bilo prevod njegovega poročila, je bilo v srednjem veku veliko brano. Besedilo so kasneje pripisali Korneliju Nepotu, ki naj bi ga posvetil Salustiju, vendar jezik bolj ustreza obdobju, ki je veliko poznejše od Neposovega, verjetno 5. stoletje našega štetja. 
Ali je obstoječe delo skrajšana različica obsežnejšega latinskega dela ali priredba grškega izvirnika, ni znano, a je kljub temu skupaj s podobnim delom Diktisa Kretskega De excidio (Padec) glavni vir podatkov za številna srednjeveška poročila o trojanski legendi. Dares je trdil, da je bilo v tej vojni ubitih 866.000 Grkov in 676.000 Trojancev, vendar arheologija ni odkrila ničesar, kar bi kazalo na to, da se je na tem mestu kdaj vodila tako velika vojna. 
Delo je bilo pomemben vir za De bello Troiano (Trojanska vojna) Jožefa Exeterskega. V 8. stoletju so ga v merovinški Galiji popolnoma predelali v delo z naslovom Historia de origine Francorum (Zgodovina izvora Frankov), ki so ga še vedno pripisuje Daresu, in naj bi opisovalo poreklo Frankov od Trojancev.